# Low (musikgrupp)

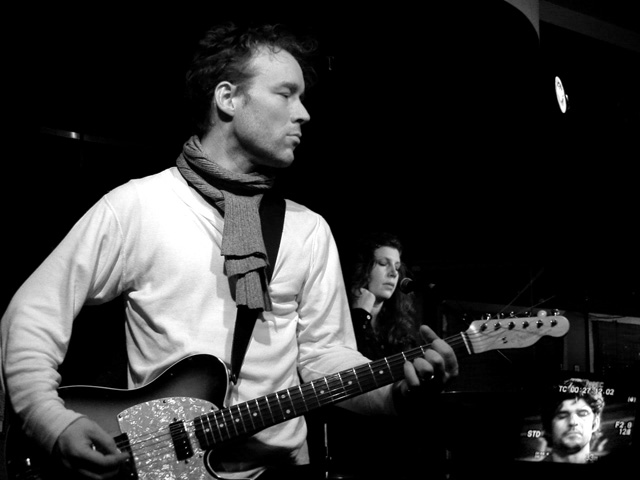
Alan Sparhawk spelar med Low i Duluth december 2004

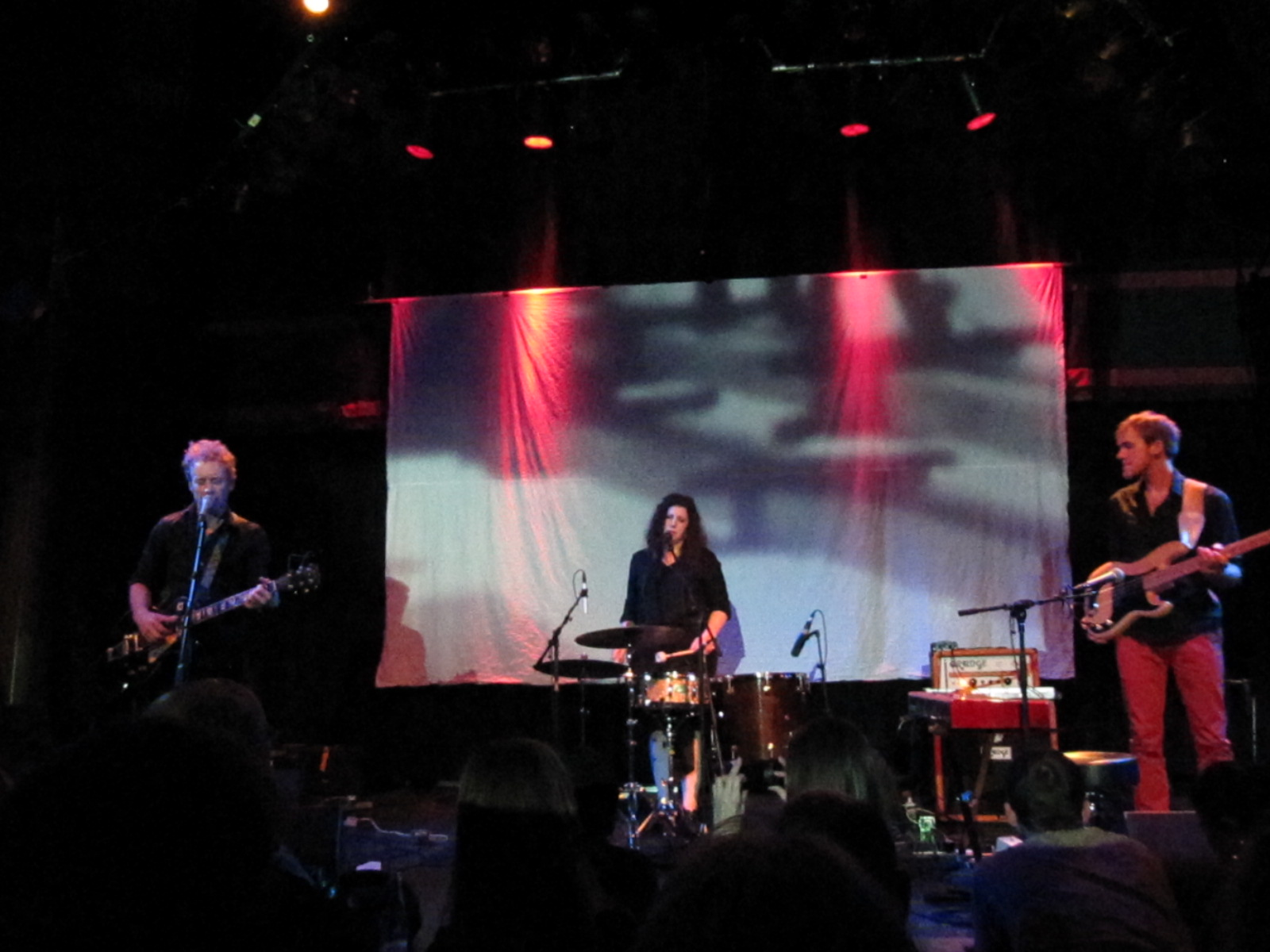
Low live i Manufaktur, Schorndorf 2013

Low är ett amerikanskt indierock-band från Duluth, Minnesota, USA, som formades 1993. Bandet består av ursprungsmedlemmarna Alan Sparhawk (gitarr och sång), Mimi Parker (trummor och sång), samt Steve Garrington (basgitarr). Deras musikstil kallas ofta för "slowcore", en subgenre av rockmusiken som karaktäriseras av långsamma och minimalistiska arrangemang. Mimi Parker gick bort 2022.

## Medlemmar
Nuvarande medlemmar
- Alan Sparhawk – sång, gitarr, piano, keyboard, slagverk (1993–)
- Mimi Parker – sång, trummor, slagverk (1993– 2022, död)
- Steve Garrington – basgitarr (2008–)

Tidigare medlemmar
- John Nichols – basgitarr (1993–1994)
- Zak Sally – basgitarr, slagverk, keyboard (1994–2005)
- Matt Livingston – basgitarr, saxofon (2005–2008)

## Diskografi

### Studioalbum
- I Could Live in Hope – (Vernon Yard, 1994)
- Long Division – (Vernon Yard, 1995)
- The Curtain Hits the Cast – (Vernon Yard, 1996)
- Secret Name – (Kranky, 1999)
- Things We Lost in the Fire – (Kranky, 2001)
- Trust – (Kranky, 2002)
- The Great Destroyer – (Sub Pop, 2005) (US Heatseekers #13, UK #72, IRE #30)
- Drums and Guns – (Sub Pop, 2007) (US #196, IRE #54)
- C'mon – (Sub Pop, 2011) (US #73, UK #49, IRE #55)
- The Invisible Way – (Sub Pop, 2013) (US #76, UK #44, IRE #39)
- Ones and Sixes – (Sub Pop, 2015)
- Double Negative – (Sub Pop, 2018)
- Hey What – (Sub Pop, 2021)

### EP:n
- Low – (Summershine, 1994)
- Finally... (EP) – (Vernon Yard Recordings, 1996)
- Transmission (EP) – (Vernon Yard Recordings, 1996)
- Songs for a Dead Pilot (EP) – (Kranky, 1997)
- Christmas (EP) – (Kranky, 1999)
- Bombscare (with Spring Heel Jack) (EP) – (Tugboat, 2000)
- The Exit Papers (EP) ("a soundtrack to an imaginary film") – (Temporary Residence Limited, 2000)
- In the Fishtank (with Dirty Three) (12", EP) – (In the Fishtank, 2001)
- Murderer (10" EP) – (Vinyl Films, 2003)

### Singlar
- "Over the Ocean" (maxi-single) – (Vernon Yard Recordings, 1996)
- "If You Were Born Today (Song For Little Baby Jesus) (7")" – (Wurlitzer Jukebox, 1997)
- "No Need" (split maxi-single with Dirty Three) – (Touch And Go, 1997)
- "Venus (7")" – (Sub Pop Records, 1997)
- "Joan of Arc (7")" – (Tugboat Records, 1998)
- "Sleep at the Bottom" (split 7" with Piano Magic & Transient Waves) – (Rocket Girl, 1998)
- "Immune (7")" – (Tugboat Records, 1999)
- "Dinosaur Act" (7", maxi-single) – (Tugboat Records, 2000)
- "K. / Low" (split) (7", maxi-single) – (Tiger Style, 2001)
- "Last Night I Dreamt That Somebody Loved Me & Because You Stood Still" (CD single) – (Chairkickers' Music, 2001)
- "Canada" (7", maxi-single) – (Rough Trade (UK), 2002)
- "David and Jude" (split 7" with Vibracathedral Orchestra) – (Misplaced Music, 2002)
- "California" (maxi-single) – (Rough Trade (UK), 2004)
- "Tonight" (12", maxi-single) – (Buzzin' Fly Records, 2004)
- "Hatchet (Optimimi Version)" (7") – (Sub Pop Records, 2007)
- "Santa's Coming Over" (7") – (Sub Pop Records, 2008)

### Livealbum
- Maybe They Are Not Liking The Human Beings (semi-official release) – (Saturday Night Beaver, 1998)
- One More Reason To Forget – (Bluesanct, 1998)
- Paris '99: "Anthony, Are You Around?" – (P-Vine Records, 2001)